# Mercedes Ruehl
Mercedes Ruehl (New York, 28 febbraio 1948) è un'attrice statunitense, vincitrice dell'Oscar alla miglior attrice non protagonista nel 1992 per il film La leggenda del re pescatore.

## Biografia
Mercedes J. Ruehl nasce a New York il 28 febbraio 1948 da padre statunitense di origini tedesche ed irlandesi e da madre statunitense di origini cubane e irlandesi. La Ruehl ha iniziato la propria carriera partecipando al film I guerrieri della notte, divenuto in poco tempo un cult, ma nonostante l'acclamazione del film ebbe solo ruoli marginali, ma in film alquanto importanti appartenenti al mainstream, fino alla fine degli anni '80 e inizio anni '90. In questi anni, alla fine di una lunga gavetta, ottiene ruoli, sempre come non protagonista, ma di maggiore spicco, come in Una vedova allegra... ma non troppo e soprattutto in La leggenda del re pescatore, che le vale il premio Oscar alla miglior attrice non protagonista. Successivamente si è dedicata al cinema indipendente, a produzioni televisive e teatrali.

## Filmografia

### Cinema
- Donna Flor e i suoi due mariti (Dona Flor e seus dois maridos), regia di Bruno Barreto (1976)
- I guerrieri della notte (The Warriors), regia di Walter Hill (1979)
- Gli amici di Georgia (Four Friends), regia di Arthur Penn (1981)
- Heartburn - Affari di cuore (Heartburn), regia di Mike Nichols (1986)
- Radio Days, regia di Woody Allen (1987)
- 84 Charing Cross Road, regia di David Hugh Jones (1987)
- Il segreto del mio successo (The Secret of My Success), regia di Herbert Ross (1987)
- Big, regia di Penny Marshall (1988)
- Una vedova allegra... ma non troppo (Married to the Mob), regia di Jonathan Demme (1988)
- Schiavi di New York (Slaves of New York), regia di James Ivory (1989)
- Crimini e misfatti (Crimes and Misdemeanors), regia di Woody Allen (1989)
- Pubblifollia - A New York qualcuno impazzisce (Crazy People), regia di Tony Bill (1990)
- Non dirmelo... non ci credo (Another You), regia di Maurice Phillips (1991)
- La leggenda del re pescatore (The Fisher King), regia di Terry Gilliam (1991)
- Proibito amare (Lost in Yonkers), regia di Martha Coolidge (1993)
- Last Action Hero - L'ultimo grande eroe (Last Action Hero), regia di John McTiernan (1993)
- The Killer - Ritratto di un assassino (The Minus Man), regia di Hampton Fancher (1999)
- Una valigia a 4 zampe (More Dogs Than Bones), regia di Michel Browning (2000)
- Le ragazze di Wall Street - Business Is Business (Hustlers), regia di Lorene Scafaria (2019)

### Televisione
- Frasier – serie TV, 5 episodi (1995-1996)
- Subway Stories - Cronache metropolitane (Subway Stories: Tales from the Underground), regia di Bob Balaban – film TV (1997)
- Gia - Una donna oltre ogni limite (Gia), regia di Michael Cristofer – film TV (1998)
- Psych – serie TV, episodio 1x15 (2006)
- Law & Order - Unità vittime speciali (Law & Order: Special Victims Unit) – serie TV, episodio 16x16 (2015)
- NCIS - Unità anticrimine (NCIS) – serie TV, episodio 14x20 (2017)
- Power – serie TV, 7 episodi (2017-2018)
- Bull – serie TV, episodi 3x02-4x08-5x02 (2018-2020)

## Teatro (parziale)
- Lost in Yonkers, di Neil Simon, regia di Gene Saks. Richard Rodgers Theatre di Broadway (1991)
- Antonio e Cleopatra, di William Shakespeare, regia di Jon Jory. Actors Theatre di Louisville (1992)
- La rosa tatuata, di Tennessee Williams, regia di Robert Falls. Circle in the Square Theatre di Broadway (1995)
- I monologhi della vagina, di Eve Ensler, regia di Joe Mantello. Westside Theatre dell'Off Broadway (2000)
- Chi ha paura di Virginia Woolf?, di Edward Albee, regia di David Esbjornson. Guthrie Theatre di Minneapolis (2001)
- La capra o chi è Sylvia?, di Edward Albee, regia di David Esbjornson. John Golden Theatre di Broadway (2002)
- Occupant, di Edward Albee, regia di Pam MacKinnon. Peter Norton Space dell'Off Broadway (2008)
- Torch Trilogy, di Harvey Fierstein, regia di Moisés Kaufman. Tonu Kiser Theatre dell'Off Broadway (2017), Helen Hayes Theatre di Broadway (2018)

## Riconoscimenti
- Premio Oscar
  - 1992 – Miglior attrice non protagonista per La leggenda del re pescatore
- Golden Globe
  - 1992 - Miglior attrice non protagonista per La leggenda del re pescatore
- Mostra internazionale d'arte cinematografica di Venezia
  - 1991 - Premio Pasinetti alla miglior attrice non protagonista per La leggenda del re pescatore
- Tony Award
  - 1991 – Miglior attrice teatrale per Lost in Yonkers
- National Society of Film Critics Awards
  - 1989 – Miglior attrice non protagonista per Una vedova allegra... ma non troppo
  - 1992 - Candidatura alla miglior attrice non protagonista per La leggenda del re pescatore
- Prism Award
  - 2006 – Candidatura alla miglior attrice non protagonista per Mom at Sixteen

## Doppiatrici italiane
Nelle versioni in italiano dei suoi lavori, Mercedes Ruehl è stata doppiata da:
- Emanuela Rossi in Non dirmelo... non ci credo, La leggenda del re pescatore, Proibito amare, Last Action Hero - L'ultimo grande eroe
- Anna Rita Pasanisi in Frasier, Il segreto del mio successo, Luck
- Isabella Pasanisi in 84 Charing Cross Road
- Margherita Sestito in Una vedova allegra... ma non troppo
- Barbara Castracane in Gia - Una donna oltre ogni limite
- Serena Verdirosi in Una valigia a quattro zampe
- Paila Pavese in Psych
- Antonella Giannini in Power
- Chiara Salerno in Bull
- Alessandra Chiari in New Amsterdam